# Daniił Ałdoszkin
Daniił Aleksiejewicz Ałdoszkin (ros. Даниил Алексеевич Алдошкин; ur. 19 czerwca 2001 w Kołomnie‎) – rosyjski łyżwiarz szybki, wicemistrz olimpijski z Pekinu 2022.
Mieszka w Kołomnie‎.

## Wyniki

### Igrzyska olimpijskie
| Rok  | Gospodarz | 1500 m | bieg masowy | bieg drużynowy |
| ---- | --------- | ------ | ----------- | -------------- |
| 2022 | Pekin     | 14     | 5           | 02 !           |

### Mistrzostwa świata na dystansach
| Rok  | Gospodarz  | 5000 m |
| ---- | ---------- | ------ |
| 2021 | Heerenveen | 6      |

### Mistrzostwa Europy
| Rok  | Gospodarz  | wielobój |
| ---- | ---------- | -------- |
| 2021 | Heerenveen | 9        |